# Diopsiulus genuinus
Diopsiulus genuinus är en mångfotingart som beskrevs av Filippo Silvestri 1916. Diopsiulus genuinus ingår i släktet Diopsiulus och familjen Stemmiulidae. Inga underarter finns listade i Catalogue of Life.